# 스테파니 코르넬리우센
스테파니 코르넬리우센(덴마크어: Stephanie Corneliussen, 1987년 4월 28일 ~ )는 덴마크의 배우, 모델이다.